# Jakob Schadt
Jakob Schadt (* 17. Dezember 1921 in Bingen; † 14. Dezember 1995 in Mainz) war ein deutscher Politiker (SPD) in Rheinland-Pfalz.

## Leben und Beruf
Nach dem Besuch der Volksschule und Fortbildungsschulen war er ab 1936 Holzarbeiter und Sägewerker in der Fa. Richtberg KG. Im Jahr 1939 ging er zur Waffen-SS (1. SS-Totenkopf-Rekrutenstandarte in Dachau), ab 1941 Rottenführer, ab 1941 Unterscharführer und ab 1943 Oberscharführer. Während des Krieges wurde er mehrmals verwundet. Nach Kriegsgefangenschaft nahm er ab 1947 in der früheren Firma die Arbeit auf und wurde dort 1954 Betriebsratsvorsitzender. Im Jahr 1972 wurde er Gesamtbetriebsratsvorsitzender von Richtberg Bingen.

## Partei
Schadt war ab 1932 Mitglied der HJ und von 1933 bis 1939 Fähnleinführer im Deutschen Jungvolk und Standortführer. Er wurde 1939 Mitglied der NSDAP. Nach dem Krieg schloss er sich 1949 der SPD an. Er war Vorsitzender des Ortsvereins, des Kreises und des Unterbezirks Mainz-Bingen. Darüber hinaus Mitglied des Bezirks- und des Landesvorstands Rheinland-Pfalz.

## Öffentliche Ämter

### Landtag Rheinland-Pfalz
Schadt wurde zum ersten Mal bei der Landtagswahl 1963 in den Rheinland-Pfälzischen Landtag gewählt und gehörte diesem vier Wahlperioden vom 18. Mai 1963 bis 17. Mai 1979 an. In allen Wahlperioden war er Mitglied im Petitionsausschuss. In der 7. Wahlperiode (1971 bis 1975) war er stellvertretender Vorsitzender des Petitionsausschusses und Mitglied im Unterausschuss Strafvollzugskommission. 
Er war 1974 Mitglied der 6. Bundesversammlung.

### Kommunale Funktionen
Er war Mitglied und zeitweise Vorsitzender der SPD-Ratsfraktion der Stadt Bingen und von 1956 bis 1973 Mitglied des Kreistags und des Kreisausschusses Mainz-Bingen. Er war katholisch, verheiratet, lebte in Bingen/Rhein-Kempten und hatte vier Kinder.

### Sonstiges Engagement
Schadt war seit 1949 Gewerkschaftsmitglied und seit 1952 Mitglied der Lohntarifkommission. Er war Vorsitzender der Gewerkschaft Holz und Kunststoff (GHK) Bingen und Bezirksvorstandsmitglied der GHK Hessen/Rheinland-Pfalz, Vorsitzender der Vertreterversammlung der Süddeutschen Holzberufsgenossenschaft, stellvertretender Landesvorsitzender der AWO, Mitglied der Vertreterversammlung der Deutschen Holzberufsgenossenschaft und im Landesjugendwohlfahrtsausschuss.

## Ehrungen
- Bundesverdienstkreuz am Bande (1970)
- Bundesverdienstkreuz Erster Klasse (1975)
- Ehrenbürger der Stadt Bingen